# Liste von Filmmusik-Komponisten
Diese Liste enthält Personen, die durch ihre langjährige Haupttätigkeit als Komponisten von Musik für Film und Fernsehen Bekanntheit erlangten oder für ihre Filmmusik mit international oder national führenden Preisen ausgezeichnet wurden oder deren Filmmusik auf andere Weise besonders erfolgreich war.

## Liste

### A
- Maurizio Abeni (seit den 1980ern, u. a. Wax Mask, Mord im Kloster)
- Richard Addinsell (1930er–1960er, u. a. Feuer über England, Wir alle sind verdammt)
- John Addison (1950er–1990er, u. a. Tom Jones – Zwischen Bett und Galgen, Der zerrissene Vorhang; Oscar-, Grammy-, Emmy-Preisträger)
- Hans Ailbout (1900er–1930er, u. a. Miss Venus, Das Land der 1000 Wunder)
- William Alwyn (1930er–1960er, u. a. Die letzte Nacht der Titanic, Der Fall Winslow)
- Masamicz Amano (seit den 1980ern, u. a. Battle Royale, Urusei Yatsura)
- Daniele Amfitheatrof (1930er–1960er, u. a. Goodbye, My Fancy, Rommel, der Wüstenfuchs)
- Michael Andrews (seit den 1990ern, u. a. Donnie Darko, Bad Teacher)
- Harold Arlen (1930er–1960er, u. a. Der Zauberer von Oz, Ein neuer Stern am Himmel)
- Craig Armstrong (seit den 1990ern, u. a. Romeo + Julia, Ray, Moulin Rouge; Grammy- & Golden-Globe-Preisträger)
- David Arnold (seit den 1990ern, u. a. James Bond 007: Casino Royale, Stargate; Grammy-Preisträger)
- Malcolm Arnold (1940er–2000er, Die Brücke am Kwai, Neun Stunden zur Ewigkeit; Oscar-Preisträger)
- Jorge Arriagada (seit den 1970ern, u. a. Die wiedergefundene Zeit, Genealogien eines Verbrechens)
- Eduard Nikolajewitsch Artemjew (seit den 1960ern, u. a. Solaris, Stalker)
- Farid el Atrache (1940er–1960er, u. a. Das Lied meines Herzens, Träume der Jugend)
- Georges Auric (1930er–1970er, u. a. Moulin Rouge, Der Seemann und die Nonne)
- William Axt (1920er–1930er, u. a. Millionäre bevorzugt, Das Zeichen des Zorro)
- Alexandre Azaria (seit 2000er, u. a. Die Daltons gegen Lucky Luke, Asterix und die Wikinger, Transporter 3)

### B
- Luis Bacalov (seit den 1960ern, u. a. Der Postmann; Oscar-Preisträger)
- Angelo Badalamenti (seit den 1970ern, u. a. Blue Velvet, Twin Peaks; Grammy-Preisträger)
- Klaus Badelt (seit den 2000ern, u. a. The Time Machine, Wu Ji – Die Reiter der Winde, Fluch der Karibik)
- Mischa Bakaleinikoff (1931 bis 1960 für Columbia Pictures)
- Diego Baldenweg (seit den 2000ern, u. a. Mein Name ist Eugen; EDI- und SUISA/Locarno Filmfestival Preisträger)
- Roque Baños (seit den 1990ern, u. a. The Oxford Murders; Goya-Preisträger)
- Claus Bantzer (seit den 1980ern, u. a. Männer, 40 qm Deutschland; Träger Filmband in Gold)
- John Barry (1960er–1990er, u. a. James Bond, Der mit dem Wolf tanzt; Oscar- und Grammypreisträger)
- Marcel Barsotti (Filmkomponist seit 1995, u. a. Die Päpstin, Das Wunder von Bern; u. a. Preis der deutschen Schallplattenkritik)
- Ben Bartlett (seit den 1990ern, u. a. Dinosaurier – Im Reich der Giganten, Fiona’s Story; BAFTA-Preisträger)
- Weniamin Basner (1950er–1990er Jahre, u. a. Ein Menschenschicksal, Rette sich, wer kann!)
- Gerd Baumann (seit den 1990ern, Deutscher Filmpreis 2007 für Wer früher stirbt ist länger tot)
- Mick Baumeister (seit 1984, u. a. Krücke, hauptsächlich Komposition für Fernsehfilme und -serien)
- Jeff Beal (seit den 1990ern, u. a. Monk, Rom, Pollock; Emmy-Preisträger)
- Marco Beltrami (seit Mitte der 1990er Jahre, u. a. Scream – Schrei!, I, Robot; Emmy-Preisträger)
- Charles Bernstein (seit Ende der 1960er Jahre, u. a. A Nightmare on Elm Street; Emmy-Preisträger)
- Elmer Bernstein (1950er–2000er Jahre, u. a. Die glorreichen Sieben, Die Glücksritter; Oscar- und Emmy-Preisträger)
- Christian Biegai (seit 2000, 2008 NZ Film & TV Award für The Big Picture u. a. Tatort, Wir Sagen Du! Schatz, Nacht Vor Augen)
- Werner Bochmann (1930er–1950er Jahre, u. a. Quax, der Bruchpilot, Die Feuerzangenbowle; Träger Filmband in Gold)
- Bálint Bolcsó (2000er Jahre)
- Rasmus Borowski (seit 2004, z. B. Teacup Travels, Der Beste)
- Simon Boswell (seit den 1980ern, u. a. Hackers – Im Netz des FBI, Als das Meer verschwand)
- Martin Böttcher (seit den 1950ern, u. a. Edgar-Wallace- und Karl-May-Filme)
- Leo Brouwer (seit den 1960er Jahren, u. a. Der Tod eines Bürokraten, Die Abenteuer des Juan Quin Quin, Cecilia, Amada – Junge Frau aus Havanna, Bittersüße Schokolade, Dem Himmel so nah)
- Christoph Brüx (seit den 2000ern, z. B. Alina)
- Christian Bruhn (1960er–1990er, v. a. TV-Serien wie Heidi und Timm Thaler)
- Velton Ray Bunch (seit den 1980ern, Fernsehfilme und TV-Serien wie Zurück in die Vergangenheit und Star Trek: Enterprise; Emmy-Preisträger)
- Carter Burwell (seit den 1980ern, u. a. Buffy-Serie, Twilight)

### C
- Sean Callery (seit den 1990ern, u. a. 24, Nikita, Emmy-Preisträger)
- Gérard Calvi (seit den 1940ern, u. a. Asterix der Gallier, Wettlauf nach Bombay)
- Jeff Cardoni (seit 2000er, u. a. CSI: Miami, American Pie präsentiert: Nackte Tatsachen, The Defenders)
- Pete Carpenter (1960er–1980er, u. a. Magnum, Das A-Team, Grammy-Preisträger)
- Gustavo César Carrión (1950er–1980er, u. a. Adam und Eva, zweimaliger Ariel-Gewinner)
- Kristopher Carter (seit den 1990ern, u. a. Die Liga der Gerechten, Teen Titans, Batman: The Brave and the Bold, Young Justice)
- Tristram Cary (1950er–1970er, u. a. Das grüne Blut der Dämonen, Ladykillers)
- Carles Cases (seit den 1980ern, u. a. Darkness, The Nameless)
- Teddy Castellucci, (seit den 1990ern, u. a. Die Wutprobe, Big Daddy und 50 erste Dates)
- John Charles (1970er–2000er, u. a. Mach’s gut, Pork Pie, Quiet Earth – Das letzte Experiment)
- Young-wuk Cho (seit den 1990ern, u. a. Joint Security Area)
- Frank Churchill (1930er–1940er, u. a. Dumbo, Es geschah in einer Nacht, Oscar-Preisträger)
- Alessandro Cicognini (1930er–1960er, u. a. Don Camillo und Peppone, Die schwarze Orchidee)
- Alf Clausen (seit den 1980ern, u. a. Die Simpsons, Das Model und der Schnüffler, Emmy-Preisträger)
- George S. Clinton (seit den 1980ern, u. a. Mortal Kombat, Zahnfee auf Bewährung)
- Elia Cmíral (seit den 1980ern, u. a. The Mechanik, Stigmata)
- Serge Colbert (seit den 1990ern, u. a. Operation Delta Force, The Sweeper – Land Mines, Derailed – Terror im Zug)
- Lisa Coleman (seit den 1990ern, vorw. TV-Serien wie Heroes und Crossing Jordan, ASCAP-Preisträgerin)
- Michel Colombier (1970er–2000er, u. a. Der Cop, Asterix – Operation Hinkelstein, César-Preisträger)
- Pascal Comelade (seit den 1990ern, u. a. Sommer vorm Balkon)
- Bill Conti (seit den 1970ern, u. a. Rocky, Karate Kid, Der Denver-Clan)
- Stewart Copeland (seit den 1980ern, u. a. Dead Like Me – So gut wie tot, Highlander II – Die Rückkehr)
- Aaron Copland (1930er–1980er, u. a. Die Erbin Oscar-Preisträger)
- Carmine Coppola (1960er–1990er, u. a. Der Pate – Teil II, Der Pate III, Apocalypse Now)
- Normand Corbeil (seit den 1980ern, u. a. The Art of War, Human Trafficking)
- Vladimir Cosma (seit den 1970ern, u. a. Pierre-Richard-, Funès-Filme, La Boum, La Boum 2)
- Bruno Coulais (seit den 1980ern, u. a. Die purpurnen Flüsse, Die Kinder des Monsieur Mathieu, César-Preisträger)
- Alexander Courage (1950er–2000er, u. a. Die Waltons, Drei Mädchen in Madrid, Emmy-Preisträger)
- Michel Cusson (seit 1990ern, u. a. Napoleon, Séraphin: un homme et son péché)

### D
- Jeff Danna (seit den 1980ern, u. a. Silent Hill, Das perfekte Verbrechen)
- Mychael Danna (seit den 1980ern, u. a. Exotica, Ararat, Water, Genie-Preisträger)
- Burkhard von Dallwitz (seit den 1980ern, u. a. Die Truman Show, Trucker mit Herz, Golden-Globe-Gewinner)
- Wladimir Daschkewitsch (seit den 1970ern, u. a. Der Hund der Baskervilles, Peppi Dlinnytschulok)
- Peter Dasent (seit den 1990ern, u. a. Braindead, Heavenly Creatures)
- Carl Davis (seit den 1980ern, u. a. Die Geliebte des französischen Leutnants, Ken Folletts Roter Adler)
- Don Davis (seit den 1980ern, u. a. Matrix, Im Fadenkreuz – Allein gegen alle, Emmy-Preisträger)
- Frank De Vol (1950er – 1980er, u. a. Cat Ballou – Hängen sollst du in Wyoming, Bettgeflüster)
- Ramin Djawadi (seit den 2000ern, u. a. Game of Thrones, Emmy-Preisträger)
- Frank Duval (seit den 1970ern – 1980er, u. a. Derrick, Der Alte)
- Barry De Vorzon (1970er – 1990er, Xanadu, Simon & Simon, Emmy-Preisträger)
- John Debney (seit den 1990ern, u. a. SeaQuest DSV, Sin City, Die Passion Christi, Emmy-Preisträger)
- Georges Delerue (1950er – 1990er, u. a. Platoon, Magnolien aus Stahl, Oscar-, Cesar- & Golden-Globe-Gewinner)
- Alexandre Desplat (seit den 1980ern, u. a. The King’s Speech, Der seltsame Fall des Benjamin Button, Cesar- & Golden-Globe-Preisträger)
- Paul Dessau (1920er – 1960er, u. a. Schmutziges Geld, Stürme über dem Mont Blanc)
- Franz Doelle (1930er – 1950er, u. a. Viktor und Viktoria, Amphitryon – Aus den Wolken kommt das Glück)
- Klaus Doldinger (seit den 1960ern, u. a. Tatort-Titelmelodie, Das Boot, Die unendliche Geschichte)
- Pino Donaggio (seit den 1970ern, u. a. Piranhas, Wenn die Gondeln Trauer tragen)
- James Dooley (seit den 1990ern, u. a. Obsessed, Pushing Daisies)
- Patrick Doyle (seit den 198ern, u. a. Henry V., Kalender Girls)
- Anne Dudley (seit den 1980ern, u. a. American History X, Tristan & Isolde, Ganz oder gar nicht, Oscar-Preisträgerin)
- Dürbeck & Dohmen (seit den 2000ern, u. a. Freier Fall, Tatort, Chandani und ihr Elefant, Max-Ophüls-Preis 2008)
- Tan Dun (seit den 1980ern, u. a. Tiger and Dragon, Dämon – Trau keiner Seele, Oscar- & Grammy-Preisträger)
- Arié Dzierlatka (1970er – 1990er, u. a. Messidor)

### E
- Bernard Ebbinghouse (1960er–1970er, u. a. Die Pille war an allem schuld, britische Edgar-Wallace-Filme)
- Randy Edelman (seit den 1970ern, u. a. Dragonheart, Die Maske)
- Stephen Edwards (seit den 1990ern, u. a. Tai Chi, Children of the Corn: Revelation)
- Bernhard Eichhorn (1940er–1970er, u. a. Die Feuerzangenbowle, Königskinder)
- Cliff Eidelman (seit den 1980ern, u. a. Star Trek VI: Das unentdeckte Land, Now and Then – Damals und heute)
- Ludovico Einaudi (seit den 1980ern, u. a. Nicht von dieser Welt, This Is England, Echo-Preisträger)
- Werner Eisbrenner (1930er–1970er, u. a. Buddenbrooks, Berliner Ballade)
- Hanns Eisler (1920er–1960er, u. a. Die Hexen von Salem (Hexenjagd), Nacht und Nebel)
- Jon Ekstrand (seit den 2000ern, u. a. Easy Money – Spür die Angst, Leo)
- Konrad Elfers (1920er–1980er, u. a. Pippi Langstrumpf, Finale in Berlin)
- Danny Elfman (seit den 1980ern, u. a. Good Will Hunting, Men in Black, Milk, u. a. Emmy-Preisträger)
- Jonathan Elias (seit den 1980ern, u. a. Pathfinder – Fährte des Kriegers, Kinder des Zorns)
- Karim Sebastian Elias (seit den 2000ern, Rolf-Hans Müller Preis für Filmmusik 2004, Deutscher Fernsehpreis 2008)
- Ilan Eshkeri (seit den 2000ern, u. a. Der Sternwanderer, Kick-Ass)

### F
- Harold Faltermeyer (seit den 1980ern, u. a. Beverly Hills Cop – Ich lös’ den Fall auf jeden Fall, Top Gun, Grammy-Preisträger)
- Sharon Farber (seit den 1990ern, u. a. Und Nietzsche weinte)
- Johannes Fehring (1950er–1970er, u. a. Charleys Tante, Kaiserball)
- George Fenton (seit den 1970ern, u. a. Deep Blue, Sweet Home Alabama – Liebe auf Umwegen)
- Erich Ferstl (1960er–1980er, u. a. Die Antwort kennt nur der Wind, Der sanfte Lauf)
- Gianni Ferrio (seit den 1950ern, u. a. Der Mann aus Virginia, Ein Loch im Dollar)
- Brad Fiedel (seit den 1970ern, u. a. Terminator, Die Schlange im Regenbogen)
- Günther Fischer (seit den 1970ern, u. a. Froschkönig, Unser Lehrer Doktor Specht)
- Annette Focks (seit den 1990ern, u. a. John Rabe, Krabat, Deutscher Fernsehpreis 2005)
- Claude Foisy (seit den 1990ern, u. a. 2002 – Durchgeknallt im All, Pontypool, Wrong Turn 3: Left For Dead, Wrong Turn 4: Bloody Beginnings)
- Frank Fox (1930er–1960er, u. a. Schwarzwaldmädel, Königin einer Nacht)
- Siegfried Franz (1950er–1970er, u. a. Geliebte Hochstaplerin, Der Lügner)
- Hugo Friedhofer (1930er–1970er, u. a. Manfred von Richthofen – Der Rote Baron, Das Rettungsboot)
- Fred Frith (seit den 1980ern, u. a. Tango-Fieber, Rage)
- John Frizzell (seit den 1990ern, u. a. Alien – Die Wiedergeburt, Whiteout)
- Fabio Frizzi (seit den 1960er, u. a. Ein Zombie hing am Glockenseil, Aladin)
- Heinz Funk (in den 1960ern, u. a. Die Gentlemen bitten zur Kasse, Die toten Augen von London)

### G
- Steve Garbade (seit 2013 u. a. Daisy Belle, TV-Serien Ruthless, Emmy-Preisträger)
- Antón García Abril (1950er–1990er, u. a. Die Nacht der reitenden Leichen, Die Rückkehr der reitenden Leichen)
- Russell Garcia (1940er–1960er, u. a. Die Zeitmaschine, Die Leute von der Shiloh Ranch)
- Heino Gaze (1950er–1960er, u. a. Wenn der Vater mit dem Sohne, Witwer mit fünf Töchtern)
- Lisa Gerrard (seit den 1990ern, u. a. Gladiator, Salem’s Lot – Brennen muss Salem)
- Michael Giacchino (seit Mitte der 1990er, u. a. Fringe, Star Trek, Oben, Oscar-Preisträger)
- Richard Gibbs (seit den 1980ern, u. a. Wedlock, Königin der Verdammten)
- Heinz Gietz (1950er–1960er, u. a. Kriminaltango, Musik ist Trumpf)
- Philip Glass (seit den 1980ern, u. a. Koyaanisqatsi)
- Nick Glennie-Smith (seit den 1990ern, u. a. The Rock, Der Mann in der eisernen Maske)
- Nikolaus Glowna (seit den 1990ern, u. a. Solo für Klarinette, Stolberg)
- Ernest Gold (1940er–1970er, u. a. Exodus, Das letzte Ufer)
- Billy Goldenberg (1960er–1970er, u. a. Kojak-Serie)
- Elliot Goldenthal (seit den 1980ern, u. a. Interview mit einem Vampir, Alien 3, Oscar-Preisträger)
- Jerry Goldsmith (1960er–2000er, u. a. Planet der Affen, Chinatown, Star Trek: Der Film, Oscar-Preisträger)
- Joel Goldsmith (1980er–2010er, u. a. Stargate – Kommando SG-1, Moon 44)
- Joseph Julián González (seit den 1990ern, u. a. Curdled – Der Wahnsinn)
- Miles Goodman (1970er–1990er, u. a. La Bamba, Teenwolf)
- Ron Goodwin (1960er–1970er, u. a. Miss-Marple-Filme, Wie ein Schrei im Wind, Frenzy)
- Christopher Gordon (seit den 1990ern, u. a. Daybreakers, Master & Commander – Bis ans Ende der Welt)
- Adam Gorgoni (seit den 1990ern, u. a. Candyman 3 – Der Tag der Toten, Dead Girl)
- Peter Gotthardt (seit den 1960ern, u. a. Die Legende von Paul und Paula, Schneeweißchen und Rosenrot)
- Ron Grainer (1960er–1980er, u. a. TV-Serien Doctor Who, Maigret)
- Allan Gray (1930er–1950er, u. a. F.P.1 antwortet nicht, African Queen)
- Will Gregory (seit den 1990ern, u. a. Undercover, Nowhere Boy)
- Harry Gregson-Williams (seit den 1990ern, u. a. Shrek, Die Chroniken von Narnia)
- Andreas Grimm (seit den 1990ern, u. a. Ladykracher, Pastewka)
- Franz Grothe (1930er–1960er, u. a. Napoleon ist an allem schuld, Das Haus in Montevideo)
- Dave Grusin (seit den 1960ern, u. a. Die fabelhaften Baker Boys)
- Jay Gruska (seit den 1980ern, u. a. Charmed, Supernatural)
- Oliver Gunia (seit den 2000ern, u. a. Die Rosenheim-Cops, In aller Freundschaft)
- Paul Vincent Gunia (seit den 1970ern, TV-Serien wie In aller Freundschaft, Auf Achse)
- Christopher Gunning (seit den 1970ern, u. a. Unter Verdacht, Verborgenes Feuer)
- Artur Guttmann (1920er–1940er, u. a. Scampolo, ein Kind der Straße, Man braucht kein Geld)

### H
- Vlastimil Hála (1950er–1970er), u. a. Hopfenpflücker, Limonaden-Joe, Sechs Bären und ein Clown
- Erwin Halletz (1950er–1990er, u. a. Der letzte Akt, Der Schatz der Azteken)
- Marvin Hamlisch (seit den 1960ern, u. a. James Bond 007 – Der Spion, der mich liebte, Der Informant!)
- Jan Hammer (seit Ende der 1960er Jahre, insbesondere Miami Vice, Grammy-Preisträger)
- Wolfgang Hammerschmid (seit Mitte der 1980er Jahre, insbesondere Der Schattenmann, Deutscher Filmmusikpreis 1995 für Der Blaue, MD Grimme-Preis)
- Herbie Hancock (seit Mitte der 1960er Jahre, u. a. Ein Mann sieht rot, Um Mitternacht, Oscarpreisträger)
- John Harrison (seit den 1980ern, u. a. Zombie 2, Creepshow)
- Leigh Harline (1930er–1960er, u. a. Schneewittchen und die sieben Zwerge, Der mysteriöse Dr. Lao)
- Richard Hartley (seit den 1970ern, u. a. Wilder Zauber, Angst vor der Dunkelheit, Emmy-Preisträger)
- Paul Haslinger (seit Mitte der 1980er Jahre, u. a. Underworld, Death Race, Motel)
- Johnny Hawksworth (seit den 1960er Jahren, u. a. Schnee, Das Penthouse)
- Lennie Hayton (1940er–1960er, u. a. Die Spur im Dunkel, Die süße Falle, Oscar-Preisträger)
- Neal Hefti (1950er–1970er, u. a. Ein seltsames Paar, Boeing-Boeing)
- Reinhold Heil (seit den 1980ern, u. a. Sophie Scholl – Die letzten Tage, Blood and Chocolate)
- Gerhard Heinz (seit den 1960ern, u. a. Hochwürden drückt ein Auge zu, Der Bockerer)
- Christian Henson (seit den 2000ern, u. a. Severance, Scorpion – Der Kämpfer)
- Paul Hepker (seit den 1990ern, u. a. Tsotsi, Machtlos)
- Hans Werner Henze (seit den 1960ern, u. a. Der junge Törless, Eine Liebe von Swann)
- Bernard Herrmann (1940er–1970er, u. a. Die Wiege des Bösen, Citizen Kane, Oscar-Preisträger)
- Peter Herrmann (seit den 1990ern, u. a. Hinterholz 8, Freispiel)
- Grégoire Hetzel (seit den 2000er, u. a. Jellyfish – Vom Meer getragen, Die Frau die singt – Incendies, The Tree)
- Werner Richard Heymann (1920er–1960er, u. a. Sein oder Nichtsein, Faust – eine deutsche Volkssage)
- Tom Hiel (seit den 1990ern, u. a. Practice – Die Anwälte, Sharktopus)
- Hildur Guðnadóttir (seit den 2010ern, u. a. Chernobyl, Joker, Oscar-, Golden-Globe-, Emmy- und mehrfache Grammy-Preisträgerin)
- Joel Hirschhorn (1960er–2000er, u. a. Elliot, das Schmunzelmonster, Streethunter, Oscar-Preisträger)
- Joe Hisaishi (seit den 1980ern, u. a. Flecki, mein Freund, Prinzessin Mononoke)
- Wolfgang Hohensee (1950er–1980er, u. a. Das grüne Ungeheuer)
- James Horner (1970er–2010er, u. a. Braveheart, Titanic, Avatar, mehrfacher Oscar- und Grammy-Preisträger)
- Joachim Holbek (seit den 1980ern, u. a. Europa, Freeze – Alptraum Nachtwache)
- Lee Holdridge (seit den 1970ern, u. a. Die verrückte Kanone, Die Nebel von Avalon, Emmy-Preisträger)
- Nicholas Hooper (seit den 1990ern, u. a. Harry Potter und der Orden des Phönix, Mord auf Seite eins)
- James Newton Howard (seit Mitte der 1980er Jahre, u. a. Pretty Woman, The Sixth Sense, Defiance – Für meine Brüder, die niemals aufgaben)
- Alan Howarth (seit den 1980ern, u. a. Die Fürsten der Dunkelheit, Halloween V – Die Rache des Michael Myers)
- Gottfried Huppertz (1920er–1930er, u. a. Metropolis, Die Nibelungen)
- Dick Hyman (seit den 1950ern, u. a. Mondsüchtig, Geliebte Aphrodite, Emmy-Preisträger)
- Ole Høyer (1960er–1990er, u. a. Jungfernstreich, Der schmucke Arne und Rosa)

### I
- Akira Ifukube (1940er–1990er, u. a. Godzilla, Die Rückkehr des King Kong)
- Peter Igelhoff (1930er–1970er, u. a. Natürlich die Autofahrer, Wir machen Musik)
- Alberto Iglesias (seit den 1980ern, u. a. Der ewige Gärtner, Die Liebenden des Polarkreises)
- Shin’ichirō Ikebe (seit den 1970ern, u. a. Ode an die Freude, Mirai Shōnen Conan)
- Günther Illi (seit den 1990ern, u. a. Die Nonne und der Kommissar, Zivilcourage)
- Neil Innes (seit den 1970ern, u. a. Erik der Wikinger)
- Pat Irwin (seit den 1980ern, u. a. Pepper Ann, Angela Anaconda)
- Mark Isham (seit den 1980ern, u. a. Von Löwen und Lämmern, Amy und die Wildgänse, Emmy-Preisträger)
- Chu Ishikawa (seit den 1980ern, u. a. Tetsuo: The Iron Man, Nightmare Detective)
- Robert Israel (seit den 1990ern, Nachvertonungen u. a. The Racket, Unterwelt)

### J
- Steve Jablonsky (seit den 2000ern, u. a. Transformers)
- Peter Janda (seit den 1980ern, u. a. Müllers Büro)
- Maurice Jarre (1950er–2000er, u. a. Doktor Schiwago)
- Michael Jary (1930er–1950er, Blutsbrüderschaft, Vater sein dagegen sehr)
- Laurie Johnson (1960er–1980er, u. a. die Serien Mit Schirm, Charme und Melone und Die Profis)
- Adrian Johnston (seit den 1990ern, u. a. Wiedersehen mit Brideshead)
- Dan Jones (seit den 1990ern, u. a. Lady Macbeth, Ein Song zum Verlieben, Shadow of the Vampire)
- Hans Jönsson (1960er–1970er, u. a. zwei Durbridge-Filme)
- Trevor Jones (seit den 1980ern, u. a. Mississippi Burning, Der letzte Mohikaner)
- David Julyan (seit den 2000ern, u. a. The Descent)
- Walter Jurmann (1930er–1940er, u. a. Marx-Brothers-Filme)

### K
- Jan A. P. Kaczmarek (seit den 1980ern, u. a. Horsemen, Wenn Träume fliegen lernen, Oscarpreisträger)
- Takashi Kako (seit 1977, u. a. Verschwörung der Kinder, The Quarry, Amida-do dayori)
- Steffen Kaltschmid (seit 1999, u. a. Die Pilgerin, Tatort, Bernd das Brot, Die Stimme des Adlers)
- Michael Kamen (1970er–2000er, u. a. Stirb-langsam-Reihe, Lethal Weapon-Reihe, Robin Hood – König der Diebe)
- Tuomas Kantelinen (seit den 1990ern, u. a. Die beste Mutter, Arn – Der Kreuzritter, Jussi-Preisträger)
- Bronisław Kaper (1930er–1960er, u. a. Lili, Meuterei auf der Bounty, Oscarpreisträger)
- Fred Karlin (1960er–1990er, u. a. Liebhaber und andere Fremde, Die Geschichte der Jane Pittman, Oscar- und Emmy-Preisträger)
- Kenji Kawai (seit den 1980ern, u. a. Avalon – Spiel um dein Leben, Ip Man)
- Juri Khanon (* 1988 bis 1992 Jahre, u. a. Tage der Finsternis, Rette und spare, Das Chagrinknochen, Felix-Preisträger)
- Wojciech Kilar (1960er–2010er, u. a. Bram Stoker’s Dracula, Die neun Pforten, Der Pianist, César-Preisträger)
- David Kitay (seit den 1980ern, u. a. Scary Movie, Harold & Kumar, Kuck mal, wer da spricht!)
- Jürgen Knieper (1970er–2000er, u. a. Die Angst des Tormanns beim Elfmeter, Lindenstraße)
- Philipp F. Kölmel (seit den 1990ern, u. a. Cascadeur, Französisch für Anfänger, Willkommen in Kölleda, Rubinrot)
- Krzysztof Komeda (1960er, u. a. Tanz der Vampire, Rosemaries Baby, Golden-Globe-Preisträger)
- Erich Wolfgang Korngold (1930er–1950er, u. a. Ein rastloses Leben, Robin Hood, König der Vagabunden, Oscarpreisträger)
- Mark Korven (seit den 1980ern, u. a. Das weiße Zimmer, Curtis’ Charm, Genie-Preisträger)

### L
- Francis Lai (seit den 1960ern, u. a. Bilitis, Ein Mann und eine Frau, Das Traumschiff, Oscar-Preisträger)
- Reinhard Lakomy (1970er–1990er, u. a. Der Drache Daniel, Nelken in Aspik)
- Rob Lane (seit den 1990ern, u. a. Elizabeth I, Red Dust – Die Wahrheit führt in die Freiheit)
- Hans Lang (1930er–1960er, u. a. Verlobung am Wolfgangsee, Die Lindenwirtin vom Donaustrand)
- Nathan Larson (seit den 1990ern, u. a. Tigerland, Lovesong for Bobby Long)
- Richard LaSalle (1950er–1980er, u. a. Tagebuch eines Mörders, Verschollen zwischen fremden Welten)
- David Nessim Lawrence (seit den 1990ern, u. a. American Pie – Wie ein heißer Apfelkuchen, Harper’s Island)
- Byung-woo Lee (seit den 1990ern, u. a. The Host, Mother)
- Raymond Lefèvre (1950er–1980er, u. a. Louis und seine außerirdischen Kohlköpfe, Hasch mich, ich bin der Mörder)
- Michel Legrand (seit den 1950ern, u. a. Yentl, Die drei Musketiere, Oscar- & Golden-Globe-Preisträger)
- Johannes Lehniger (seit den 2000ern, u. a. Tatort, Tore tanzt, Die Kaiserin)
- Christopher Lennertz (seit den 1990ern, u. a. Hop – Osterhase oder Superstar?, Supernatural)
- Paul Leonard-Morgan (seit den 2000ern, u. a. Gerichtsmediziner Dr. Leo Dalton, Spooks – Im Visier des MI5, Ohne Limit)
- Wolfgang Lesser (1950er–1960er, u. a. König Drosselbart, Beschreibung eines Sommers)
- Leo Leux (1930er–1950er, u. a. Truxa, Der Störenfried)
- Sylvester Levay (seit den 1980ern, u. a. Airwolf, Die City-Cobra)
- Michael J. Lewis (seit den 1960ern, u. a. Sprengkommando Atlantik, Theater des Grauens)
- Daniel Licht (seit den 1990ern, u. a. Dexter, Thinner – Der Fluch)
- Joseph LoDuca (seit den 1980ern, u. a. Tanz der Teufel, Xena – Die Kriegerprinzessin, Emmy-Preisträger)
- Markus Lonardoni (seit den 1980ern, u. a. Die Deutschen, Tatort)
- Michał Lorenc (seit den 1980ern, u. a. Exit in Red, Frühling im Herbst)
- Adam Lukas (seit den 2010ern, Emmy-Preisträger)
- Deborah Lurie (seit den 1990ern, u. a. Plötzlich verliebt, 9)
- Elisabeth Lutyens (1940er-1970er, u. a. Haus des Grauens, Der Schädel des Marquis de Sade)
- Danny Lux (seit den 1990er, u. a. Boston Public, Boston Legal, Ally McBeal, My Name Is Earl, Sabrina – Total Verhext!)

### M
- Egisto Macchi (1960er–1990er, u. a. Novembermond, Bandidos)
- Theo Mackeben (1930er–1950er, u. a. Tanz auf dem Vulkan, Heimat)
- Hans-Martin Majewski (1930er–1990er, u. a. Die Brücke, Das fliegende Klassenzimmer)
- Nikos Mamangakis (seit den 1960ern, u. a. Heimat – Eine deutsche Chronik, Kaspar Hauser)
- Mark Mancina (seit den 1980ern, u. a. Bad Boys – Harte Jungs, Tarzan)
- Henry Mancini (1950er–1990er, u. a. Peter Gunn, Frühstück bei Tiffany, Der rosarote Panther, Baby Elephant Walk, Grammy- und Oscar-Preisträger)
- Harry Manfredini (seit den 1970ern, u. a. Freitag der 13., Wes Craven’s Wishmaster)
- Clint Mansell (seit den 1990ern, u. a. Requiem for a Dream, The Wrestler)
- Anthony Marinelli (seit den 1980ern, u. a. 15 Minuten Ruhm, Sliders – Das Tor in eine fremde Dimension)
- Dario Marianelli (seit den 1990ern, u. a. V wie Vendetta, Der Solist, Oscar- und Golden-Globe-Preisträger)
- Andrzej Markowski (1950er–1960er, u. a. Der schweigende Stern)
- Franklyn Marks (1950er–1970er für die Disney-Studios)
- Cliff Martinez (seit den 1980ern, u. a. Narc, Der Mandant)
- Willy Mattes (1940er–1970er, u. a. Der Frosch mit der Maske, Der rote Kreis)
- Brian May (1960er–1990er, u. a. Mad Max 1 & 2, Missing in Action 2 – Die Rückkehr)
- Hans May (1920er–1950er, u. a. Ein Lied geht um die Welt, Der große Unbekannte)
- Dennis McCarthy (seit den 1970ern, u. a. Star Trek: Treffen der Generationen, MacGyver, Emmy-Preisträger)
- Joel McNeely (seit den 1980ern, u. a. Star Force Soldier, Die Geister der Titanic, Emmy-Preisträger)
- Bear McCreary (seit den 2000ern, u. a. Battlestar Galactica, The Walking Dead, Outlander, Godzilla II: King of the Monsters)
- Alois Melichar (1930er–1950er, Das doppelte Lottchen, Das unsterbliche Herz)
- Alan Menken (seit den 1980ern, u. a. Der kleine Horrorladen, Die Schöne und das Biest, Oscar-, Golden-Globe-, Grammy-Preisträger)
- Edmund Meisel (1920er–1930er, u. a. Panzerkreuzer Potemkin, Der rote Kreis)
- Will Meisel (1930er–1960er, u. a. Königin einer Nacht, Ein Walzer für dich)
- Hansom Milde-Meißner (1920er–1950er, u. a. Der Gasmann, Mädchen in Uniform)
- Paul Misraki (1930er–1990er, u. a. Schrei, wenn du kannst, Zwischenlandung in Paris)
- Cyril Mockridge (1930er–1960er, u. a. Der Mann, der Liberty Valance erschoß, Der Hund von Baskerville)
- Charlie Mole (seit den 1980ern, u. a. Verbrechen verführt, Othello)
- Fred Mollin (seit den 1970ern, u. a. Nick Knight – Der Vampircop, Freitag der 13. Teil VIII – Todesfalle Manhattan)
- Piero Montanari (seit den 1980ern, u. a. Ghosthouse)
- Hugo Montenegro (1960er–1970er, u. a. Wenn Killer auf der Lauer liegen, Bezaubernde Jeannie)
- Guy Moon (seit den 1980ern, u. a. Die Brady Family, Danny Phantom)
- Hal Mooney (in den 1970ern, u. a. Im Morgengrauen brach die Hölle los, California Kid)
- Mike Moran (seit den 1970ern, u. a. Time Bandits, Wasser – Der Film)
- Giorgio Moroder (seit den 1970ern, u. a. Scarface, Flashdance, Oscar-Preisträger)
- Ennio Morricone (1950er-2010er, u. a. Spiel mir das Lied vom Tod, Mission, Grammy-, Golden-Globe-, Oscar-Preisträger)
- John Morris (seit den 1960ern, u. a. Der wilde wilde Westen, Der Elefantenmensch, Emmy-Preisträger)
- Jerome Moross (1940er–1960er, u. a. Abenteuer am Mississippi, Weites Land)
- Stéphane Moucha (seit den 1990ern, u. a. Die Fremde, Das Leben der Anderen)
- Dominic Muldowney (seit den 1970ern, u. a. 1984, Die Scharfschützen)
- Rolf-Hans Müller (1950er–1980er, u. a. Salto Mortale, Alle meine Tiere)
- Siggi Mueller (seit den 1980ern, u. a. Mein Mann, mein Leben und du, Erkan & Stefan in Der Tod kommt krass)
- John Murphy (seit den 1990ern, u. a. Kick-Ass, Sunshine)
- Jennie Muskett (seit den 1980ern, u. a. Der Prinz & ich, Robinson Crusoe)
- Jean Musy (seit den 1970ern), u. a. Le bahut va craquer, Bitter und süß
- Stanley Myers (1950er–1990er, u. a. Die durch die Hölle gehen, Mein wunderbarer Waschsalon)
- Fred Myrow (1960er–1990er, u. a. Das Böse, Reise zur Insel der Geister)

### N
- Gerd Natschinski (1950er–1980er, u. a. Heißer Sommer)
- Thomas Natschinski (seit den 1960ern, u. a. Spuk unterm Riesenrad, Spuk von draußen)
- Wilhelm Neef (1950er–1990er, u. a. Die Söhne der großen Bärin, Ernst Thälmann – Führer seiner Klasse)
- Alfred Newman (1930er–1970er, u. a. Airport, Anastasia, Oscar-Preisträger)
- David Newman (seit den 1980ern, u. a. Ice Age, Anastasia)
- Randy Newman (seit den 1970ern, u. a. Toy Story, Der Unbeugsame, Oscar-Preisträger)
- Thomas Newman (seit den 1970ern, u. a. Findet Nemo, The Green Mile, Emmy- und Grammy-Preisträger)
- Lennie Niehaus (seit den 1970er, u. a. Erbarmungslos, Bird, Emmy-Preisträger)
- Charly Niessen (1950er–1980er, u. a. Das blaue Meer und Du, Hula-Hopp, Conny)
- José Nieto (seit den 1970ern, u. a. Goyas Geister, Captain Apache)
- Jack Nitzsche (1960er–1990er, u. a. Der Exorzist, Das siebte Zeichen, Oscar- und Golden-Globe-Preisträger)
- Adam Nordén (seit den 1990ern, u. a. Direct Action, Zozo)
- Erik Nordgren (1940er–1970er, u. a. Das Lächeln einer Sommernacht, Wie in einem Spiegel)
- Alex North (1930–1970er, u. a. Good Morning, Vietnam, Spartacus Emmy- und Golden-Globe-Preisträger)
- Julian Nott (seit den 1980ern, u. a. Wallace & Gromit – Auf der Jagd nach dem Riesenkaninchen)
- Michael Nyman (seit den 1980ern, u. a. Das Piano, Gattaca)

### O
- Rainer Oleak (seit den 1980ern, u. a. Der Zimmerspringbrunnen, Klinikum Berlin Mitte – Leben in Bereitschaft)
- Lotar Olias (1930er–1960er, u. a. Freddy und der Millionär, Kaiserball)
- Riz Ortolani (seit den 1950ern, u. a. Mondo Cane, Allein gegen die Mafia)
- Atli Örvarsson (seit den 1990ern, u. a. Babylon A.D., 8 Blickwinkel)
- John Ottman (seit den 1990ern, u. a. Superman Returns, Operation Walküre – Das Stauffenberg-Attentat)
- Wjatscheslaw Alexandrowitsch Owtschinnikow (1930er–1980er, u. a. Krieg und Frieden, Andrej Rubljow)

### P
- Don Peake (seit den 1970ern, u. a. Hügel der blutigen Augen, Das Haus der Vergessenen)
- Heitor Pereira (seit den 2000ern, u. a. Dirty Dancing 2, Unterwegs mit Jungs)
- Jean-Claude Petit (seit den 1980ern, u. a. Cyrano von Bergerac, Les Misérables, César-Preisträger)
- Stu Phillips (seit den 1960ern, u. a. Ein Sheriff in New York, Blumen ohne Duft)
- Sebastian Pille (seit den 2000ern, u. a. Jagdzeit – Den Walfängern auf der Spur, Mit sechzehn bin ich weg)
- Nicola Piovani (seit den 1960ern, u. a. Das Leben ist schön, Das Sams, Oscar-Preisträger)
- Edward H. Plumb (1940er–1950er, u. a. Bambi, Pinocchio)
- Jocelyn Pook (seit den 1990ern, u. a. Eyes Wide Shut, Everest – Wettlauf in den Tod)
- Basil Poledouris (1970er–2000er, u. a. RoboCop, Jagd auf Roter Oktober)
- Conrad Pope (seit den 1990ern, u. a. Metalbeast, Die Frauen des Hauses Wu)
- Steve Porcaro (seit den 1990ern, u. a. A Murder of Crows – Diabolische Versuchung, Metro – Verhandeln ist reine Nervensache)
- Rachel Portman (seit den 1980ern, u. a. Jane Austens Emma, Gottes Werk und Teufels Beitrag, Oscar-Preisträgerin)
- Mike Post (seit den 1980ern, zahlreiche TV-Serien, u. a. Das A-Team, Hunter, Law & Order, Magnum)
- John Powell (seit den 1980ern, u. a. Im Körper des Feindes, Flug 93, Hancock)
- Zbigniew Preisner (seit den 1980ern, u. a. Hitlerjunge Salomon, Drei Farben: Weiß)
- Steven Price (seit den 2010ern, u. a. Herz aus Stahl, Gravity, Oscar-Preisträger)
- André Previn (seit den 1940ern, u. a. Gigi, Elmer Gantry, Oscar-Preisträger)
- Anton Profes (1930er–1960er, u. a. Sissi, Der weiße Traum)
- Claudio Puntin (seit den 1990ern, u. a. Sunset in Venice, Soundless Wind Chime)

### R
- Peer Raben (1960er–2000er, u. a. Die flambierte Frau, Lili Marleen)
- Trevor Rabin (seit den 1970ern, u. a. Armageddon – Das jüngste Gericht, Der Staatsfeind Nr. 1)
- A. R. Rahman (Seit den 1990ern, u. a. Slumdog Millionär, 127 Hours, Oscar-Preisträger)
- Robert O. Ragland (1960er–2000er, u. a. American Monster, Showdown)
- David Raksin (1930er–1990er, u. a. The Day After – Der Tag danach, Colorado)
- Ernö Rapée (1920er–1940er, u. a. The Man Who Laughs, König der Könige)
- Matthias Raue (seit den 1980ern, u. a. Flussfahrt mit Huhn, Adelheid und ihre Mörder)
- Mathias Rehfeldt (seit den 2010ern, u. a. Der Zauberlehrling, Walpurgisnacht – Die Mädchen und der Tod)
- Niki Reiser (seit den 1980ern, u. a. Alles auf Zucker!, Die weiße Massai)
- Graeme Revell (seit den 1980ern, u. a. Sin City, The Crow – Die Krähe)
- Egon Riedel (seit den 1990ern, u. a. Das Blut der Templer, Hui Buh – Das Schlossgespenst)
- Diana Ringo (seit den 2020er, u. a. KARAntin)
- J. Peter Robinson (seit den 1980ern, u. a. Mit Herz und Hand, Mr. Nice Guy)
- Carsten Rocker (seit den 1990ern, u. a. Dass du ewig denkst an mich, Verschollen)
- Heinz Roemheld (1930er–1960er, u. a. Draculas Tochter, Im Westen nichts Neues, Oscar-Preisträger)
- Fabian Römer (seit den 1990ern, u. a. Jimmie, Die Tür)
- Stephan Römer (seit 2009, u. a. Die Fallers, Der kleine Drache Kokosnuss)
- Jeff Rona (seit den 1990ern, u. a. White Squall – Reißende Strömung, Die eiskalte Clique)
- David Rose (1940er–1980er, u. a. Das Korsarenschiff, Unternehmen Petticoat, Emmy-Preisträger)
- Raimund Rosenberger (1950er–1980er, u. a. Der Henker von London, Der Haustyrann)
- Leonard Rosenman (1950er–2000er, u. a. Der Herr der Ringe, Star Trek IV: Zurück in die Gegenwart)
- Laurence Rosenthal (seit den 1950ern, u. a. Kampf der Titanen, Meteor, Emmy-Preisträger)
- Sven Rossenbach (seit 2001, u. a. Im Angesicht des Verbrechens, Das weiße Kaninchen)
- Nino Rota (1930er–1970er, u. a. Der Pate, Achteinhalb, Grammy-, Golden-Globe- und Oscar-Preisträger)
- Miklós Rózsa (1930er–1980er, u. a. Ben Hur, El Cid, Quo vadis?, Oscar-Preisträger)
- Arthur B. Rubinstein (seit den 1970ern, u. a. WarGames – Kriegsspiele, Gegen die Zeit, Emmy-Preisträger)
- Marius Ruhland (seit den 1990ern, u. a. Anatomie, Heaven)
- Jeff Russo (seit 2009, u. a. Fargo, Star Trek: Discovery, Mile 22, Emmy-Preisträger)
- Carlo Rustichelli (1930er–1990er, u. a. Vier für ein Ave Maria, Scheidung auf italienisch)

### S
- Ryūichi Sakamoto (seit den 1980ern, u. a. Der letzte Kaiser, Little Buddha, Oscar- und Grammy-Preisträger)
- Oskar Sala (1940er–2000er, u. a. Schneeweißchen und Rosenrot, Die Vögel)
- Hans J. Salter (1930er–1960er, u. a. Der Henker von London, Herbststürme)
- Peter Sandloff (1950er–1980er, u. a. Die unsichtbaren Krallen des Dr. Mabuse, Der Rächer)
- Gustavo Santaolalla (seit den 1980ern, u. a. Babel, Brokeback Mountain, Oscarpreisträger)
- Karl-Ernst Sasse (1960er–1990er, u. a. Spur des Falken, Blutsbrüder)
- Camille Sauvage (seit 1946 in Frankreich)
- Dale Schacker (seit den 1980er, u. a. Saber Rider und die Starsheriffs, Voltron, Widget – Der kleine Wächter)
- Lalo Schifrin (seit den 1950ern, u. a. THX 1138, Kobra, übernehmen Sie, Grammy-Preisträger, Filmmusikpreis für sein Lebenswerk)
- Andreas Schilling (seit den 1990ern, u. a. Edelweißpiraten)
- Dieter Schleip (seit den 1980ern, u. a. Der Rote Kakadu, Der Felsen, u. a. Deutscher Fernsehpreis, Preis der deutschen Filmkritik, Adolf-Grimme-Preis)
- Willy Schmidt-Gentner (1920er–1950er, u. a. Nathan der Weise, Emil und die Detektive)
- Enjott Schneider (seit den 1970ern, u. a. 23 – Nichts ist so wie es scheint, Stalingrad)
- Frank Schreiber (seit den 2000ern, u. a. Manou The Swift, Ummah – Unter Freunden)
- Eric Serra (seit den 1980ern, u. a. Im Rausch der Tiefe, James Bond 007 – GoldenEye, Das fünfte Element, César-Preisträger)
- Theodore Shapiro (seit den 1990er Jahren, u. a. Die Eisprinzen, Der Teufel trägt Prada, Ich, Du und der Andere)
- Edward Shearmur (seit den 1990er Jahren, u. a. Johnny English, Jakob der Lügner, Emmy-Preisträger)
- Sherman-Brüder (Mitte der 1950er bis frühe 1970er Jahre, u. a. Mary Poppins, Das Dschungelbuch, Grammy-Preisträger)
- Howard Shore (seit den 1980ern, u. a. Das Schweigen der Lämmer, Der Herr der Ringe, Aviator, mehrfacher Oscar- und Grammy-Preisträger)
- Clinton Shorter (seit den 2000ern, u. a. District 9)
- Alan Silvestri (seit den 1980ern, u. a. Zurück in die Zukunft, Forrest Gump, Cast Away, Grammy-Preisträger)
- Paul J. Smith (Mitte der 1930er Jahre bis 1960er Jahre, u. a. Pinocchio, Cinderella, Oscarpreisträger)
- Mark Snow (seit den 1970ern, u. a. Akte X – Die unheimlichen Fälle des FBI, Smallville)
- Johan Söderqvist (seit den 1990er Jahren, u. a. Effi Briest, So finster die Nacht)
- Carl Stalling (1920er bis 1990er Jahre, Musik für mehr als 700 Zeichentrickfilme, u. a. Micky Maus und Looney Tunes)
- Richard Stauch (1930er–1950er; vor allem DEFA-Märchenfilme z. B. Hänsel und Gretel, Aschenputtel)
- Max Steiner (1930er bis 1960er Jahre, u. a. Der Verräter, Unser Leben mit Vater, Oscarpreisträger)
- Morton Stevens (seit Anfang der 1960er bis Ende der 1980er Jahre, u. a. Hawaii Fünf-Null)
- Herbert Stothart (1930er bis Ende 1940er Jahre, u. a. Der Zauberer von Oz, Stolz und Vorurteil, Oscarpreisträger)
- Marc Streitenfeld (seit den 2000ern, u. a. American Gangster, Robin Hood)
- Cong Su (seit Ende der 1980er Jahre, u. a. Der letzte Kaiser, Oscarpreisträger)
- Karel Svoboda (Mitte der 1960er Jahre bis 2000er Jahre, ca. 900 Film- und TV-Musiken, u. a. Die Biene Maja, Die Besucher)

### T
- Germaine Tailleferre (1920er-1960er, u. a. Le petit chose)
- Joby Talbot (seit den 1990ern, u. a. Per Anhalter durch die Galaxis, Der Sohn von Rambow)
- Frédéric Talgorn (seit den 1990ern, u. a. Asterix bei den Olympischen Spielen, Heavy Metal: F.A.K.K.², Anthony Zimmer)
- Michael Tavera (seit den 1980ern, u. a. Stitch & Co. – Der Film, Mickys Clubhaus, Schweinchen Wilburs großes Abenteuer)
- Eugen Thomass (1960er–1990er, u. a. Diese Drombuschs, Zucker – Eine wirklich süße Katastrophe)
- Peter Thomas (seit den 1960ern, u. a. Der Hexer, Raumpatrouille)
- Maurice Thiriet (1930er–1970er, u. a. Fanfan, der Husar, Kinder des Olymp)
- Yann Tiersen (seit den 1990ern, u. a. Die fabelhafte Welt der Amélie, Good Bye, Lenin!, César-Preisträger)
- Dimitri Tiomkin (1920er–1970er, u. a. Zwölf Uhr mittags, Der alte Mann und das Meer, Oscar-Preisträger)
- Martin Todsharow (seit den 1990ern, u. a. Agnes und seine Brüder, Elementarteilchen)
- Tomandandy (seit den 1990ern, u. a. Killing Zoe, Die Mothman Prophezeiungen)
- John Van Tongeren (seit den 1980ern, u. a. Outer Limits – Die unbekannte Dimension, 4400 – Die Rückkehrer)
- Ceiri Torjussen (seit den 2000ern, u. a. Wes Craven präsentiert Dracula III – Legacy)
- Herbert Trantow (1940er–1960er, u. a. Pünktchen und Anton, Auf der Reeperbahn nachts um halb eins)
- Brian Tyler (seit den 1990ern, u. a. Constantine, John Rambo)
- Christopher Tyng (seit den 1990ern, u. a. Futurama, O.C., California)

### U
- Shigeru Umebayashi (seit den 1980ern, u. a. 2046, Hannibal Rising – Wie alles begann)

### V
- Fabio Vacchi (seit den 2000ern, u. a. Gabrielle – Liebe meines Lebens)
- Vangelis (seit den 1960ern, u. a. Blade Runner, 1492 – Die Eroberung des Paradieses)
- Ralph Vaughan Williams (1930er–1950er, u. a. Scotts letzte Fahrt)
- Ben Vaughn (seit den 1980ern, u. a. Hinterm Mond gleich links)
- James L. Venable (seit den 1990ern, u. a. Jersey Girl, Scary Movie 4)
- Lucas Vidal (seit den 2000ern, u. a. Make Believe, Mientras duermes und Die Herrschaft der Schatten)
- Titus Vollmer (seit den 1990ern, u. a. Ein Fall für zwei, Der Alte, Mordkommission Istanbul)

### W
- W. G. Snuffy Walden (seit den 1980ern, u. a. Providence, Lipstick Jungle)
- Shirley Walker (1990er–2000er, u. a. Final Destination, Space 2063)
- Oliver Wallace (1940er–1960er, u. a. Dumbo, Peter Pan, Oscar-Preisträger)
- William Walton (1930er–1970er, u. a. Heinrich V., Hamlet)
- Michael Wandmacher (seit den 1990ern, u. a. Punisher: War Zone, My Bloody Valentine 3D)
- Thomas Wanker (seit den 1990ern, u. a. The Day After Tomorrow, Dresden)
- Stephen Warbeck (seit den 1990ern, u. a. Ihre Majestät Mrs. Brown, Shakespeare in Love, Oscar-Preisträger)
- Toshiyuki Watanabe (seit den 1970ern, u. a. Uchū Kyōdai)
- Franz Waxman (1930er–1960er, u. a. Boulevard der Dämmerung, Ein Platz an der Sonne, Oscar-Preisträger)
- Roy Webb (1920er–1960er, u. a. Katzenmenschen, Sindbad der Seefahrer)
- Matthias Weber (seit den 1990ern, u. a. In 3 Tagen bist du tot, Der Fall des Lemming)
- Konstantin Wecker (seit den 1970ern, u. a. Die weiße Rose, Bayerischer Filmpreis 2009 für Lippels Traum)
- Hans-Hendrik Wehding (1950er–1970er, u. a. Vergeßt mir meine Traudel nicht)
- Ralf Wengenmayr (seit den 1990ern, u. a. Wickie und die starken Männer, Alle meine Töchter)
- Joachim Werzlau (1950er–1970er, u. a. Jakob der Lügner, Das tapfere Schneiderlein)
- Walter Werzowa (seit den 1980ern, u. a. Taking Lives – Für Dein Leben würde er töten, Mimic 2)
- Gert Wilden (seit den 1950ern, u. a. Ich, Dr. Fu Man Chu, Heidi)
- Rolf Alexander Wilhelm (1950er–1990er, u. a. Pappa ante Portas, Das fliegende Klassenzimmer)
- Charles Williams (1930er-1940er, u. a. Die 39 Stufen, Eine Dame verschwindet, Das Appartement)
- David C. Williams (seit den 1970ern, u. a. God’s Army – Die letzte Schlacht, Supernova)
- John Williams (seit den 1950ern, u. a. Star Wars, Indiana Jones, E.T., Oscar-, Grammy-, Emmy-Preisträger)
- Joseph Williams (seit den 1990ern, u. a. Roswell, Category 7 – Das Ende der Welt)
- Patrick Williams (seit den 1960ern, u. a. Vier irre Typen – Wir schaffen alle, uns schafft keiner, Die Straßen von San Francisco)
- Kasper Winding (seit den 1970ern, u. a. The Flying Devils, Der schöne Badetag, Robert-Preisträger)
- Herbert Windt (1930er–1960er, u. a. Hunde, wollt ihr ewig leben, Triumph des Willens)
- Gerhard Winkler (1930er–1960er, u. a. Die Stimme der Sehnsucht, Schwarzwaldmelodie)
- Debbie Wiseman (seit den 1980ern, u. a. Lesbian Vampire Killers, Freeze Frame)
- Raymond Wong (seit den 1990ern, u. a. Kung Fu Hustle, Shaolin Kickers)
- Alex Wurman (seit den 1990ern, u. a. Anchorman – Die Legende von Ron Burgundy, Hollywood Cops)
- David Wurst (seit den 1990ern, u. a. Storm Catcher, The Foreigner: Black Dawn)
- Eric Wurst (seit den 1990ern, u. a. Active Stealth, Knight of the Apocalypse)

### X
- Stavros Xarchakos (seit den 1960ern, u. a. Rembetiko)

### Y
- Gabriel Yared (seit den 1970ern, u. a. Der englische Patient, Zimmer 1408, Oscar-Preisträger)
- Christopher Young (seit den 1980ern, u. a. Ghost Rider, Virtuosity)
- Victor Young (1930er–1950er, u. a. In 80 Tagen um die Welt, Der Sieger, Oscar-Preisträger)

### Z
- Iva Zabkar (seit 2005, u. a. Womit haben wir das verdient?, Immerstill)
- Stephan Zacharias (seit den 1990ern, u. a. Der Untergang)
- Gordon Zahler (1950er–1970er, u. a. Plan 9 aus dem Weltall, Der schweigende Stern)
- Lee Zahler (1920er–1940er, u. a. Batman und Robin, Der letzte Mohikaner)
- Geoff Zanelli (seit den 1990ern, u. a. Disturbia, Into the West – In den Westen, Emmy-Preisträger)
- Marcelo Zarvos (seit den 2000er, u. a. Der gute Hirte, Remember Me – Lebe den Augenblick, Der Biber)
- Paul Zaza (seit den 1970ern, u. a. Prom Night – Die Nacht des Schlächters)
- Guy Zerafa (seit den 1990ern, u. a. Sabotage – Dark Assassin, Fulltime Killer, Replicant)
- Helmut Zerlett (seit den 1980ern, u. a. Neues vom WiXXer, Maria an Callas)
- Aaron Zigman (seit den 2000ern, u. a. Mr. Magoriums Wunderladen, Sex And The City – Der Film)
- Hans Zimmer (seit den 1980ern, u. a. Der König der Löwen, The Dark Knight, Inception, Fluch der Karibik, Oscar-Preisträger)
- Christoph Zirngibl (seit den 2000ern, Jerry Cotton, Neues vom WiXXer)
- Carl Zittrer (seit den 1980ern, u. a. Prom Night – Die Nacht des Schlächters, Porky’s)
- Peter Zwetkoff (seit den 1960ern, u. a. Land der Väter, Land der Söhne)